# Abd al-Aziz Buteflika

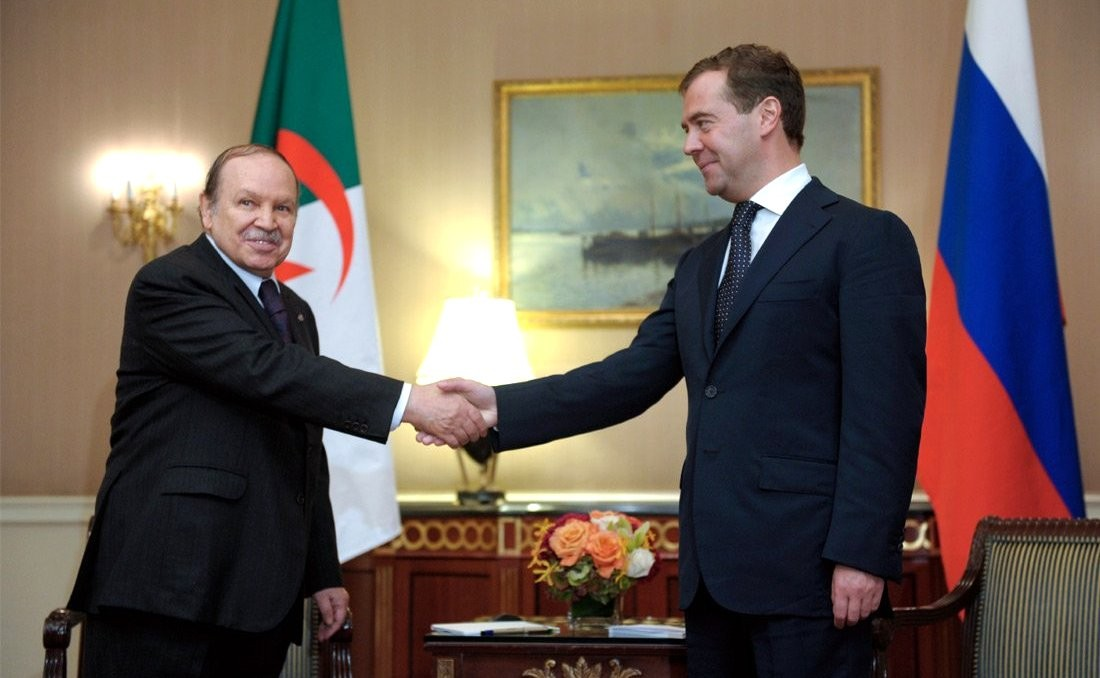
Abd al-Aziz Buteflika i Dmitrij Miedwiediew, 25 września 2009

Abd al-Aziz Buteflika (Butaflika) (arab. عبد العزيز بوتفليقة, ʿAbd al-ʿAzīz Būtaflīqah; ur. 2 marca 1937 w Wadżdzie, zm. 17 września 2021 w Algierze) – algierski polityk, minister spraw zagranicznych w latach 1963–1979, prezydent Algierii w latach 1999–2019.

## Życiorys
Brał udział w wojnie o niepodległość Algierii. Od 5 września 1963 do 8 marca 1979 sprawował funkcję ministra spraw zagranicznych podczas prezydentury Ahmada Ben Belli i Huari Bumediena. W 1974 roku był przewodniczącym 29. Sesji Zgromadzenia Ogólnego Organizacji Narodów Zjednoczonych. Rok później brał udział w mediacjach pomiędzy skonfliktowanym ze sobą Irakiem i Iranem, które zaowocowały podpisaniem porozumienia w Algierze. Jeszcze w tym samym roku negocjował z terrorystą Ilichem Ramírezem Sánchezem znanym jako „Carlos-Szakal”. Terrorysta po negocjacjach z Butefliką wypuścił na wolność wszystkich uczestników zebrania OPEC, których porwał w trakcie spotkania w Wiedniu. Po śmierci Bumediena był typowany jako jeden z potencjalnych następców. Przedstawił wówczas program opierający się na założeniach wolnego rynku. Walkę o władzę przegrał z Szadlim Bendżedidem, który po skonsolidowaniu władzy wykluczył go z partyjnego kierownictwa. W 1981 roku wyemigrował z kraju. Do Algierii powrócił w 1987 roku. W latach 90. powrócił do czynnej polityki krajowej stając się jednym z liderów Frontu Wyzwolenia Narodowego.
Z poparciem wojska i związków zawodowych wystartował w wyborach 15 kwietnia 1999. W kampanii wyborczej obiecywał doprowadzenie do zakończenia trwającej wojny domowej. Zwyciężył w pierwszej turze wyborów prezydenckich uzyskując 73,8% głosów. 27 kwietnia 1999 oficjalnie objął urząd zastępując prezydenta Liamine Zérouala. Głównym zadaniem początków prezydencji Buteflika było przywrócenie pokoju i zwalczenie terrorystycznego fundamentalizmu islamskiego. Nowo wybrany prezydent postanowił zaprowadzić porządek metodami pokojowymi. Świeżo po wyborach ogłosił on chęć przeprowadzenia amnestii dla rebeliantów którzy dobrowolnie złożą broń. Propozycja prezydenta została poddana pod głosowanie w referendum, program pojednania narodowego poparło 98% wyborców. Amnestia przyczyniła się do wygaśnięcia konfliktu i rozpuszczenia się grup rebelianckich. W 2000 roku doszło do samorozwiązania partyzanckich armii. Walkę z rządem kontynuowała zaledwie garstka najbardziej radykalnych islamistów oraz powstała później lokalna siatka Al-Ka’idy. Po zakończeniu konfliktu funkcjonowanie partii fundamentalistycznych w dalszym ciągu pozostało zakazane a wojsko pozostawiło w swoich rękach duży stopień władzy. W 2006 roku z inicjatywy prezydenta doszło do powszechnej amnestii bojowników odsiadujących wyroki. Amnestia odbyła się w ramach programu Karta Pokoju i Narodowego Pojednania (uchwalonej w referendum w 2005 roku).
Po rozwiązaniu kwestii wojny domowej, uregulował sytuację mniejszości berberyjskiej. Za jego rządów, 9 kwietnia 2002 wprowadzono poprawkę konstytucji, wedle której język berberyjski stał się drugim językiem urzędowym kraju. Zmiana zahamowała widoczne w poprzednich latach napięcia pomiędzy rządem a Berberami. Prezydent odstąpił tym samym od prowadzonej przez poprzednie rządy polityki arabizacji.
Rządy Butefliki związane są z liberalizacją gospodarki. Polityka ta w połączeniu z podwyższeniem cen ropy naftowej przyczyniła się do poprawy sytuacji ekonomicznej. Napływające do kasy państwa pieniądze prezydent wykorzystał do inwestycji w obiekty i infrastrukturę użyteczności publicznej, w tym mieszkania komunalne.
Ważnym elementem aktywności politycznej Butefliki jest polityka zagraniczna. W lipcu 1999 roku zorganizował w Algierze szczyt Organizacji Jedności Afrykańskiej. Brał udział jako mediator w konflikcie konflikcie erytrejsko-etiopskim.
8 kwietnia 2004 uzyskał reelekcję zdobywając 84,9% głosów. Wybory w 2004 roku były pierwszymi w pełni demokratycznymi wyborami w historii kraju. W 2007 roku prezydent potwierdził swoją władzę po tym gdy w wyborach parlamentarnych większość zdobył sprzyjający mu blok partyjny. 11 kwietnia 2009 został wybrany na trzecią kadencję z poparciem 90,2% głosów.
Od grudnia 2010 do kwietnia 2011 roku przez kraj przetoczyła się fala protestów antyrządowych na fali arabskiej wiosny. W rezultacie wystąpień, władze ogłosiły zniesienie obowiązującego od 1992 roku stanu wyjątkowego i obniżenie cen żywności. Wystąpienia w porównaniu z krajami regionu miały niewielki wymiar. Wybory parlamentarne przeprowadzone 10 maja 2012 wygrał prezydencki Front Wyzwolenia Narodowego. Prezydencka formacja zwiększyła w wyborach stan posiadania miejsc w parlamencie o siedem miejsc. Drugie miejsce zajęło z kolei sympatyzujące z prezydentem Zgromadzenie Narodowo-Demokratyczne. Nowym premierem został Abd al-Malik Sallal.
W ostatnich wyborach prezydenckich przeprowadzonych 17 kwietnia 2014 zdobył 81,53% głosów. Tym samym zapewnił sobie czwartą, pięcioletnią kadencję na stanowisku. Jego główny kontrkandydat, były premier Ali Benflis zdobył 12,18% głosów.
2 kwietnia 2019 Buteflika zrezygnował ze sprawowania urzędu prezydenta Algierii, na co wpływ miały trwające od lutego masowe protesty przeciwko jego rządom. Pod presją ze strony protestujących, 11 marca prezydent zrezygnował z ubiegania się o reelekcję w wyborach prezydenckich przewidzianych na 18 kwietnia i nakazał ich przełożenie.